# Paradoxe de Chisholm
Il y a deux paradoxes de Chisholm, du nom du philosophe Roderick Chisholm. Le premier concerne le paradoxe des obligations contraires au devoir ; le second celui de l'identité à travers les mondes possibles (ou « identité transmondaine »).

## Paradoxe des obligations contraires au devoir
Le premier, formulé en 1963, concerne un paradoxe de la logique déontique. Il s'agit du paradoxe des obligations contraires au devoir (contrary-to-duty obligations) : autrement dit, on a l'obligation morale de faire ce qui est interdit. Cette obligation paradoxale provient d'une violation originelle d'une première norme morale. Il s'exprime de la façon suivante :
- 1/ Jones doit aller aider ses voisins ;
- 2/ Il est obligatoire que si Jones va aider ses voisins, il doit les en prévenir ;
- 3/ Si Jones n'y va pas, alors il ne doit pas les prévenir ;
- 4/ Jones ne va pas aider ses voisins.

Ces quatre affirmations, intuitivement cohérentes (pouvant décrire une situation réelle), peuvent s'écrire dans une logique modale déontique comme suit, si {\displaystyle p} signifie « Jones va aider ses voisins » et {\displaystyle q} « Jones prévient ses voisins » :
- 1/ {\displaystyle Ob\ p}
- 2/ {\displaystyle Ob\ (p\to q)}
- 3/ {\displaystyle \neg p\to Ob\ \neg q}
- 4/ {\displaystyle \neg p}

Or Chisholm considère que dans la plupart des systèmes de logique déontique, on peut déduire :
- de 1/ et 2/ {\displaystyle Ob\ q}  (Jones doit prévenir ses voisins) et :
- de 3/ et 4/ {\displaystyle Ob\ (\neg q)}  (Jones ne doit pas prévenir ses voisins)

Et que la conjonction de ces deux dernières propositions s'apparente à une contradiction.

## Paradoxe de l'identité transmondaine
Voir Paradoxe de l'identité transmondaine